# RTX
RTX Corporation, tidigare Raytheon Technologies, är en amerikansk multinationell vapentillverkare som bildades den 3 april 2020 när försvarskoncernen Raytheon Company och konglomeratet United Technologies Corporation fusionerades för omkring 135 miljarder amerikanska dollar. Raytheon Company var bland annat världens största tillverkare och leverantör av robotvapen och radarsystem för robotbekämpning medan UTC var ett mer diversifierat företag som verkade inom flygmotorer, hissar, rulltrappor och VVS men även inom försvars- och rymdfartsindustrierna.
Deras dotterbolag är Collins Aerospace, Pratt & Whitney och Raytheon (bildades efter en fusion mellan Raytheon Intelligence & Space och Raytheon Missiles & Defense). Två av UTC:s gamla dotterbolag Carrier Global Corporation och Otis Elevator Company ingick inte i fusionen utan dessa två knoppades av till enskilda företag.
Huvudkontoret låg i Raytheon Companys gamla huvudkontor i Waltham i Massachusetts mellan 2020 och juli 2022 när de flyttade det till Arlington County i Virginia.
Den 17 juli 2023 bytte företaget namn från Raytheon Technologies till RTX.

## Dotterbolag

### Aktiva
- Collins Aerospace
- Pratt & Whitney
- Raytheon

### Ej aktiva
- Raytheon Intelligence & Space
- Raytheon Missiles & Defense

## Ledare

### Styrelseordförande
- Dr. Thomas A. Kennedy, 2020–2021
- Gregory J. Hayes, 2021–

### Verkställande direktörer
- Gregory J. Hayes, 2020–2024
- Christopher T. Calio, 2024–